# Claudio Acciari
Claudio Acciari (Milano, 1971) è un fumettista e animatore italiano.
Muove i primi passi nel mondo dell'animazione a metà degli anni '90 lavorando per l'Animation Studio di Giuseppe Laganà, dove partecipa alla realizzazione del lungometraggio animato La freccia azzurra (1996) e numerosi spot pubblicitari.
Nel 1997 è a Monaco di Baviera, dove lavora come animatore ai lungometraggi Tobias Totz and His Lion (1997) e La banda del rock - I musicanti di Brema (1997),  prodotti dalla Munich Animation. 
Nel 1998 è sotto contratto per la Dreamworks Animation a Los Angeles, dove partecipa alla realizzazione dei lungometraggi Il principe d'Egitto e La strada per El Dorado.
Nel 1999 è di nuovo alla Munich Animation, dove lavora ai film Help I'm a Fish (2000) e Jester Till (2003).
Nel 2000 ritorna definitivamente in Italia, continuando a lavorare come animatore e character designer nel campo pubblicitario e per serie tv prodotte da Nickelodeon.
Nel 2006 partecipa alla realizzazione dell'albo Sky Doll Lacrima Christi, di autori vari.
Nel 2008 è fra i 30 autori umoristici italiani che realizzano Cavandoli!, omaggio della rivista The Artist a Osvaldo Cavandoli e alla sua Linea. Nel 2016 realizza Meka Chan, fumetto-storyboard ispirato alla scuola giapponese.